# بلدة كينغستون (ميزوري)
بلدة كينغستون هي واحدة من اثني عشر بلدة في مقاطعة كالدويل التابعة لولاية ميزوري في الولايات المتحدة الأمريكية. حسب تعداد الولايات المتحدة 2000 كان عدد سكانها 543 نسمة.

## الجغرافيا
تغطي بلدة كينغستون مساحة قدرها 35.21 ميل مربع (91.2 كـم2) وتحتوي على مستوطنة مدمجة واحدة هي كينغستون (مقر المقاطعة). وفيها مقبرتان: داستن وبراون.

## وصلات خارجية
- US-Counties.com
- City-Data.com